# مثلث الربيع

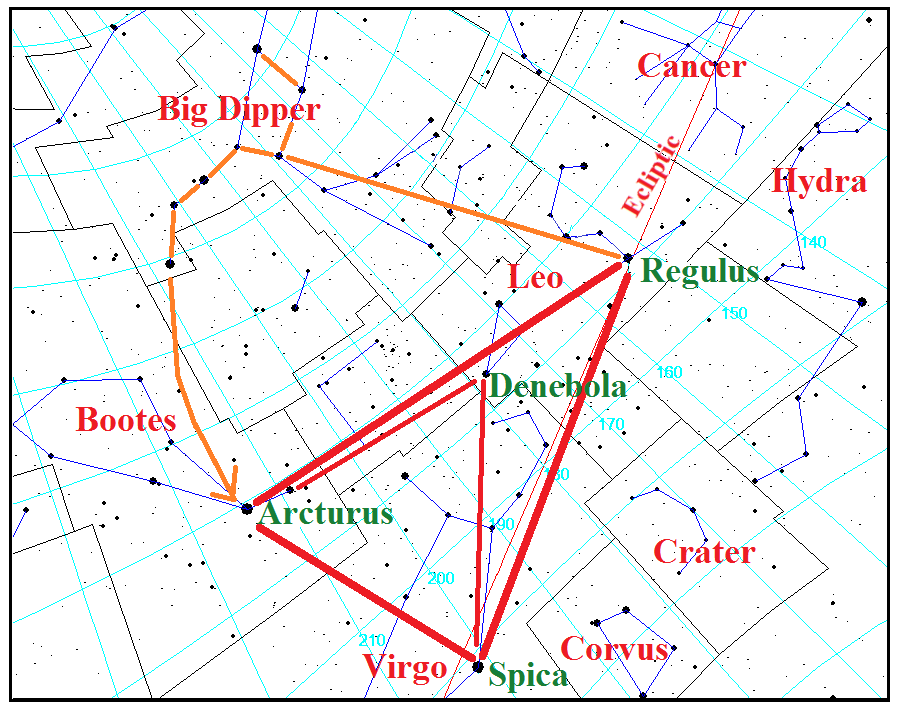

مثلث الربيع في الفلك (بالإنجليزية: Spring Triangle )
هو تشكيل لثلاثة نجوم شديدة التألق تظهر في سماء أشهر الربيع بعد غروب الشمس بوقت قصير وفي اتجاه الجنوب . تشكل الثلاثة نجوم :
- نجم المليك في كوكبة الأسد،
- حارس السماء في كوكبة العواء ،
- السماك الأعزل من كوكبة العذراء.

لا تشكل المجموعة كوكبة من كوكبات السماء وإنما هي تشكيل من ثلاثة نجوم ملفتة للنظر على اتساع كبير حيث ينتمي كل واحد منها إلى كوكبة سماوية . وتستخدم تلك النجوم لتحديد الموقع على الأرض ، قبل اختراع نظام